# Take Off Vol.2
Take Off Vol.2 è un album del musicista reggae italiano Brusco, pubblicato nel 2010. L'album contiene 6 tracce, completamente cantate in lingua inglese.

## Tracce
1. Ready
2. Take off
3. She wants me (feat. Konshens)
4. Money fi spend
5. My heart
6. Defend my weed (feat. Gappy Ranks)